# Tinzouline
Tinzouline  (in arabo تينزولين‎?) è un centro abitato e comune rurale del Marocco situato nella provincia di Zagora, regione di Drâa-Tafilalet. Conta una popolazione di 15 505 abitanti (censimento 2014).